# Nuovo soggettario
Der Nuovo soggettario ist ein Sacherschließungssystem für italienische Bibliotheken. Es wird von der Nationalbibliothek Florenz (BNCF) verwaltet und implementiert, die auch das bibliografische Nachschlagewerk Bibliografia Nazionale Italiana (BNI) herausgibt. Der Nuovo soggettario kann in Bibliotheken, Archiven, Mediatheken, Dokumentationszentren und anderen Kulturerbeinstituten verwendet werden, um Ressourcen unterschiedlicher Art (Texte, Bilder, Töne, Webseiten usw.) auf verschiedenen Trägern (analog, digital) zu indizieren.

## Komponenten
Der Nuovo soggettario ist ein Mehrkomponentensystem. Seine Hauptbestandteile sind:
- Eine Reihe von syntaktischen und semantischen Regeln für die Bearbeitung von Schlagwörtern (vgl. Schlagwortkatalog).
- Ein multidisziplinärer Thesaurus in italienischer Sprache, wobei der Nuovo soggettario offene Formate verwendet, die im Rahmen von Linked Open Data (LOD) zur Verfügung gestellt werden.

## Geschichte
Das Projekt entstand aus der Notwendigkeit, dass der Soggettario von 1956 nicht mehr zeitgemäß war. Der Nuovo soggettario wurde von Antonia Ida Fontana, von 1996 bis 2010 Direktorin der Nationalbibliothek Florenz (BNCF), initiiert und wird seit Beginn vom Kulturministerium und dem Istituto Centrale per il Catalogo Unico (ICCU) unterstützt.
Der Nuovo soggettario entsteht in Kooperation mit verschiedenen Institutionen, insbesondere Bibliotheken, Forschungs- und Kultureinrichtungen. Der Thesaurus wird fortlaufend erweitert und die strukturierten Daten mit Wikidata abgeglichen. Ausgehend von 13.000 Begriffen, die im Prototyp vom Januar 2007 erfasst waren, umfasst er mittlerweile (Stand: März 2025) 74.490 Begriffe.

## SoggettarioundNuovo soggettario

### Soggettario
Der Soggettario von 1956 ist das Ergebnis einer zwanzigjährigen Arbeit, die von einer Gruppe von Bibliothekaren der Nationalbibliothek Florenz durchgeführt wurde (in der letzten Phase von Emanuele Casamassima koordiniert), beginnend den Rubriken des Sachkatalogs. Vorbild waren die Library of Congress Subject Headings (LCSH). Es handelte sich um eine vorkoordinierte Texterschließung auf der Grundlage von Haupteinträgen und Untergliederungen. Das Ergebnis war ein kontrolliertes Vokabular, noch ohne einen Apparat mit syntaktischen Regeln.
Bis 1999 wurde die Sacherschließung durch die Veröffentlichung der Liste di aggiornamento fortlaufend ergänzt. Das lexikalische und strukturelle Profil des Soggettario blieb dagegen unverändert. Es erfüllte nicht die Anforderungen, die mit der Umstellung von Zettel- auf Online-Kataloge (OPACs) verbunden waren.

### Nuovo soggettario

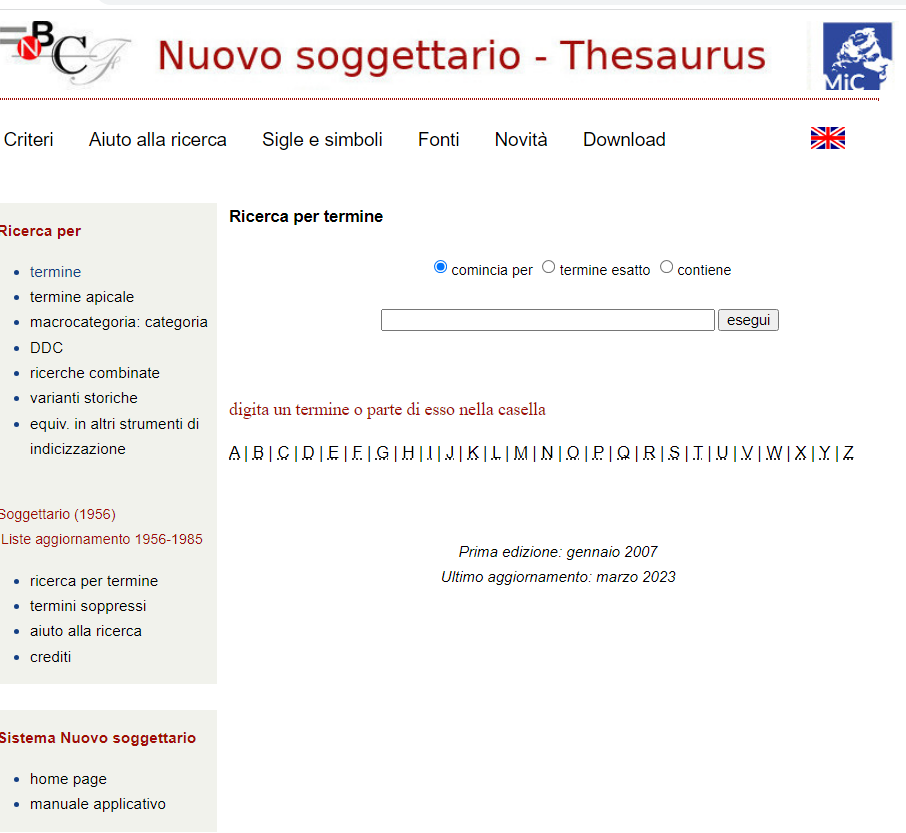
Screenshot des Thesaurus (2007)

Der Nuovo soggettario besteht aus einem detaillierten Regelwerk und einem multidisziplinären Thesaurus. Er entspricht den ISO-Normen für die semantische Indexierung (sowohl in Bezug auf die konzeptionelle Analyse als auch auf die Thesauri), den Richtlinien der International Federation of Library Associations and Institutions (IFLA) und weiteren Modellen, die funktionale Anforderungen in der bibliografischen Forschung gewährleisten, wie den Functional Requirements for Bibliographic Records (FRBR) und dem IFLA Library Reference Model (IFLA LRM). Diese Eigenschaften ermöglichen die Interoperabilität mit anderen Indexierungsinstrumenten.
Der Nuovo soggettario ist Teil des Bestrebens, die Websuche zu verbessern, um die Verbindung zwischen dem Thesaurus und anderen Arten von Vokabularen zu ermöglichen. Gemäß dem Konzept der Offenheit gegenüber buchfremden Bereichen und in Erwartung einer zunehmenden Integration zwischen verschiedenen Archiven ist der Thesaurus neben den Standards Zthes und MARC21 auch in Protokollen und Formaten verfügbar, die für den Datenaustausch im Web geeignet sind, wie z. B. SKOS/RDF.
Die Nationalbibliothek Florenz (BNCF) pflegt sowohl auf nationaler als auch auf internationaler Ebene Kooperationen, um die Methoden zur Veröffentlichung der erstellten Metadaten im Internet (z. B. in Form von verlinkten Daten) zu optimieren. Die Metadaten des Thesaurus stehen unter der Lizenz Creative Commons, Attribution 4.0, zur Verfügung. Über ein Kontaktformular („Suggerimenti sul termine“) können Benutzer Anregungen und Verbesserungsvorschläge an die Redaktion schicken.